# Тангла (станція)
Тангла (кит. 唐古拉站, пін. Tánggǔlā zhàn) — залізнична станція у повіті Амдо Тибетського автономного району КНР на межі із провінцією Цінхай (історичний регіон Амдо). Від завершення будівництва є найвищою відносно рівня моря залізничною станцією у світі.
Станція Тангла Цінхай-Тибетської залізниці площею 77 тисяч м² та довжиною понад кілометр почала роботу 1 липня 2006 року. Знаходиться на висоті 5068 метрів над рівнем моря, між станціями Тангла-Північна та Тангла-Південня за кілометр від перевалу Тангла — найвищої точки Цінхай-Тибетської залізниці (5072 метри над рівнем моря). Колійний розвиток — три колії, що обслуговуються двома платформами. 
| Китай | Це незавершена стаття з географії КНР. Ви можете допомогти проєкту, виправивши або дописавши її. |